# The Bootleg Series Vol. 4: Bob Dylan Live 1966, The "Royal Albert Hall" Concert
The Bootleg Series Vol. 4: Bob Dylan Live 1966, The "Royal Albert Hall" Concert é um álbum gravado ao vivo pelo cantor Bob Dylan, lançado a 13 de outubro de 1998.
O disco atingiu o nº 31 da Billboard 200.

## Faixas
Todas as faixas por Bob Dylan, exceto onde anotado

### Disco 1
1. "She Belongs to Me" – 3:27
2. "4th Time Around" – 4:37
3. "Visions of Johanna" – 8:08
4. "It's All Over Now, Baby Blue" – 5:45
5. "Desolation Row" – 11:31
6. "Just like a Woman" – 5:52
7. "Mr. Tambourine Man" – 8:52

### Disco 2
1. "Tell Me, Momma" – 5:10
2. "I Don't Believe You (She Acts Like We Never Have Met)" – 6:07
3. "Baby, Let Me Follow You Down" (Eric von Schmidt. Arr. Dylan) – 3:46
4. "Just Like Tom Thumb's Blues" – 6:50
5. "Leopard-Skin Pill-Box Hat" – 4:50
6. "One Too Many Mornings" – 4:22
7. "Ballad of a Thin Man" – 7:55
8. "Like a Rolling Stone" – 8:01

## Créditos
- Bob Dylan - Guitarra, harmónica, piano, vocal
- Robbie Robertson - Guitarra
- Rick Danko - Baixo, vocal
- Richard Manuel - Piano, teclados
- Garth Hudson - Órgão, teclados
- Mickey Jones - Bateria, percussão